# Frank Bridge
Frank Bridge (født 26. februar 1879, død 10. januar 1941) var en engelsk komponist.
Som helt ung gjorde han sig bemærket som kammermusiker og dirigent, idet han var kendt for at kunne springe ind til de mest komplicerede opgaver med kort varsel.
Bridge har som komponist skrevet en symfoni, orkestersuiter, symfoniske digte, kammermusik, en cellokoncert, klaversonater m.v.

## Udvalgte værker
- "Allegro Moderato"  (fra en ufuldendt Symfoni for strygeorkester) (1940-1941) - for orkester
- "Havet" (Orkestersuite) (1910-1911) - for orkester
- "Sommer" (Symfonisk digtning) (1914) - for orkester
- "Indtast foråret" (1927) - for orkester
- "Tale" (1930) - for cello og orkester